# Площадь Мира (Кострома)
Пло́щадь Ми́ра (до 1967 год — Сенна́я пло́щадь) — площадь в историческом центре Костромы. Ограничена проспектом Мира, улицей Маршала Новикова, Сенной улицей и Сенным переулком. К площади приписано только одно здание — многоквартирный дом с адресом площадь Мира, дом 2. 

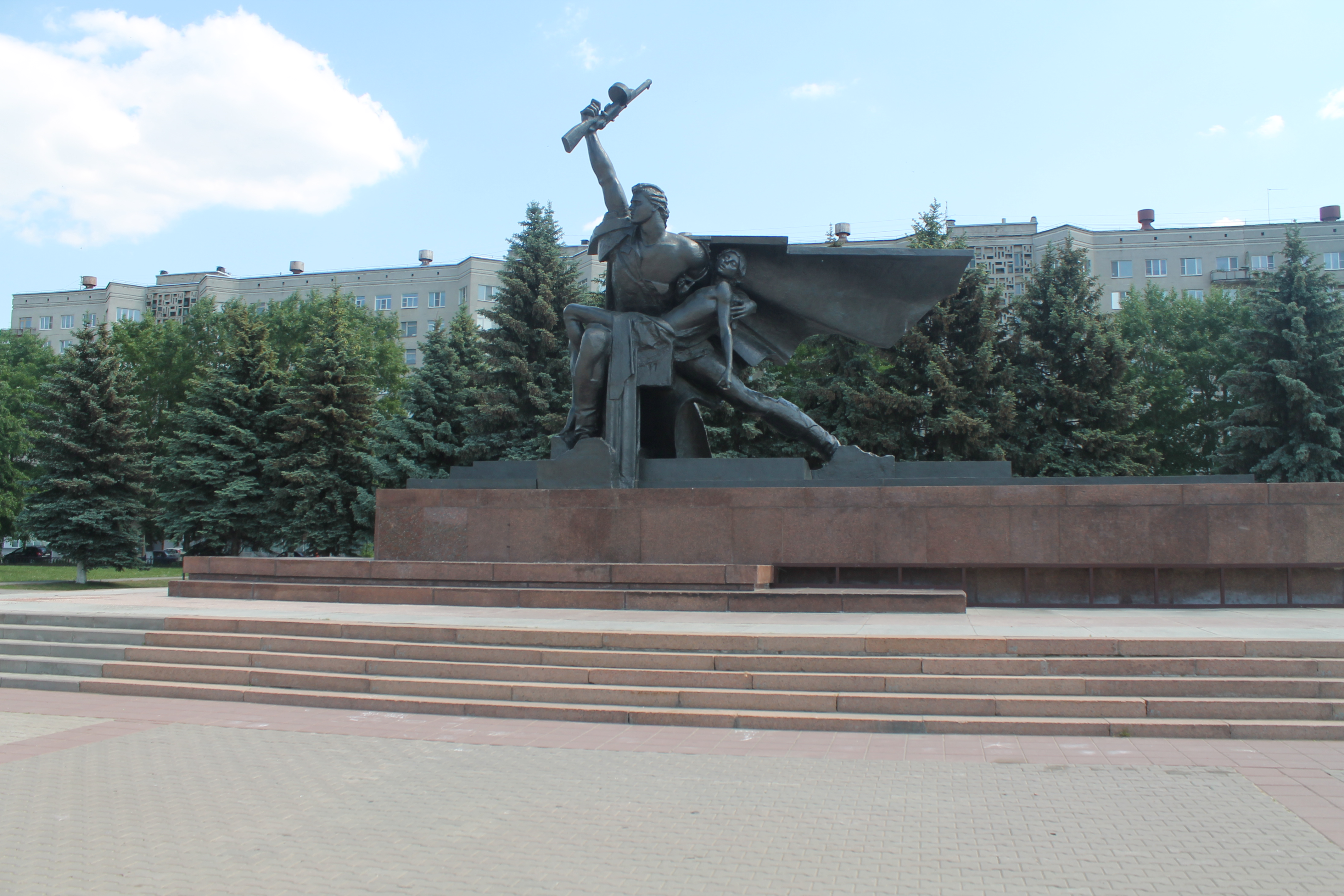
Монумент «Слава воинам-костромичам, участникам Великой Отечественной войны» в центре площади Мира.

В центре площади находится мемориал и скульптурная композиция «Монумент Славы» (монумент «Слава воинам-костромичам, участникам Великой Отечественной войны»), открытый 9 мая 1972 года. В северной части площади находится памятник жертвам политических репрессий, открытый 29 октября 2015 года, накануне дня памяти жертв политических репрессий.

## История
Название Сенная площадь связано с торговлей на площади сеном, с существовавшими здесь сенными рядами.
До 1916 года на площади, через Павловскую улицу (с 1961 года — проспект Мира), располагался Медный пруд, выходивший на Сенную улицу. Поскольку из него брали воду во время пожаров, то застраивать территорию вокруг пруда не разрешалось. В 1916 году пруд был засыпан по решению городской думы.
До середины 1960-х на Сенной площади действовал рынок.
9 июля 1967 года Сенная площадь по решению руководства была переименована в площадь Мира. Формальным поводом послужила закладка в 1967 году на площади памятника костромичам — участникам Великой Отечественной войны. 9 мая 1972 года на площади состоялось открытие памятника, названного «Слава воинам-костромичам, участникам Великой Отечественной войны». О подготовке к открытию впоследствии рассказал Борис Кузнецов, работавший тогда начальником отдела капитального строительства горисполкома: «На открытие памятника должен был приехать трижды Герой Советского Союза легендарный лётчик Александр Иванович Покрышкин. В начале апреля председатель горисполкома Виталий Федотович Широков мне сказал: „Побеспокойся о том, чтобы на заднем плане монумента никаких старых домов не виднелось“. На тот момент там стояли одноэтажные и двухэтажные дряхлые деревянные дома. И нам пришлось к открытию памятника, очень быстро и оперативно, в течение месяца, все их снести».
18 марта 2016 года на площади провели митинг, посвященный второй годовщине присоединения Крыма к Российской Федерации.

## Ансамбль площади
- Нежилое здание — проспект Мира, дом № 33
- Нежилое здание — проспект Мира, дом № 37-39/28
- Костромской государственный цирк — проспект Мира, дом № 26
- Нежилое здание, филиал АО «СО ЕЭС» «Региональное диспетчерское управление энергосистем Костромской и Ивановской областей» (Костромское РДУ)[9] — улица Маршала Новикова, дом № 55